# Site Kuhlmann - Rhodia
Le site Kuhlmann - Rhodia  désigne un vaste complexe chimique situé au nord de Lille (France), en activité de 1847 jusqu'à son démantèlement complet en 2005. Il s'étendait de part et d'autre de la Deûle, à cheval sur les communes de La Madeleine, Marquette et Saint-André.

## Une histoire agitée
Frédéric Kuhlmann, alsacien d'origine relocalisé dans le Nord, titulaire de la chaire de chimie de l'université de Lille, ouvre une 1ère usine en 1825 à Loos, au sud de l'agglomération. Vingt ans plus tard il en fait de même, cette fois sur le versant nord, lorsqu'il achète une petite usine de 2 ha. 850 ouvriers sont bientôt employés.

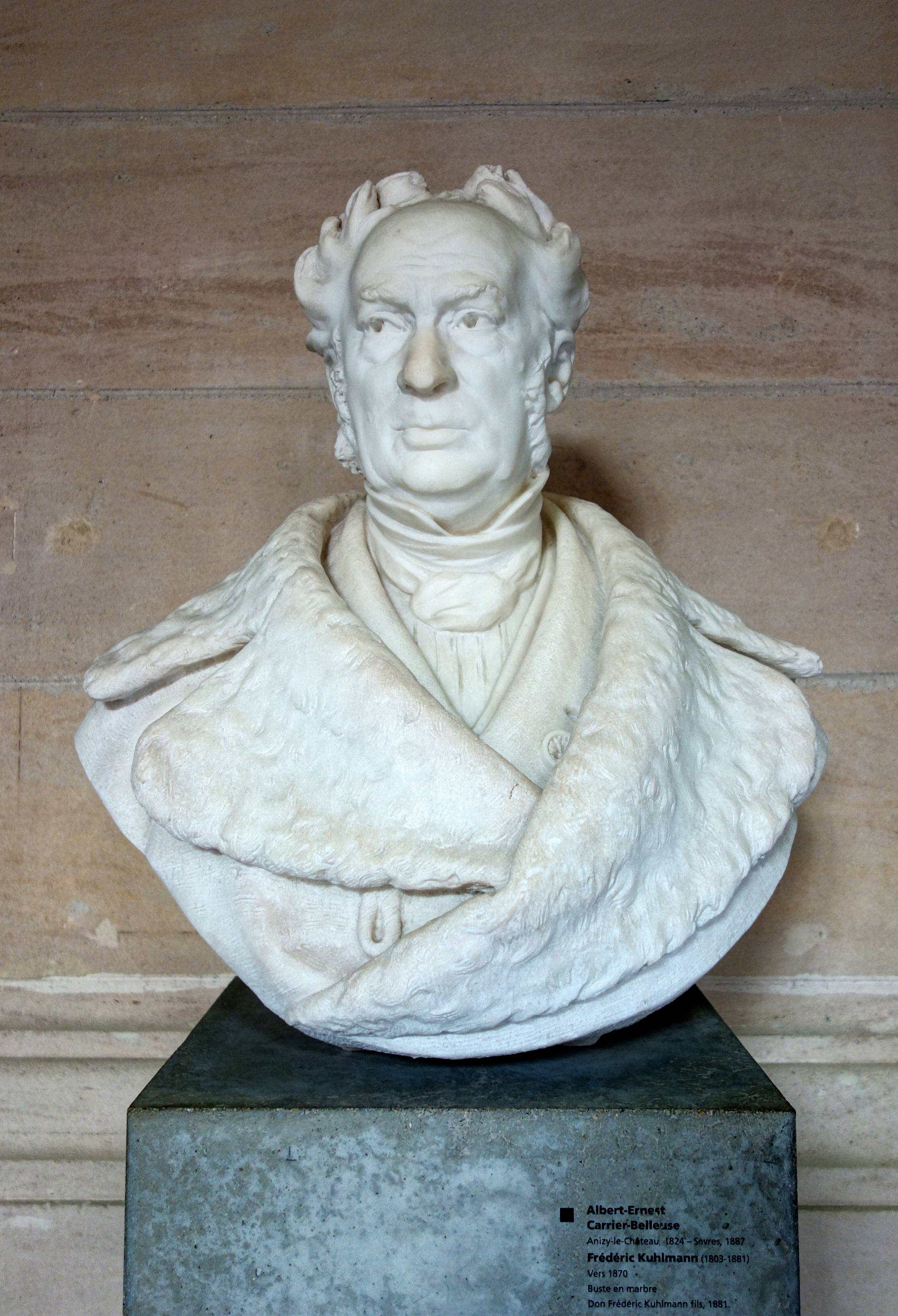
F. Kuhlmann, 1803-81

A la veille de la grande guerre, le site s'étend sur 27 ha, dont 5 bâtis, le tout au bord du canal de la Deûle. L'usine est intégralement vidée durant le conflit. Afin de remplacer les hommes partis au front, l'occupant réquisitionne femmes et enfants (il se produit la même chose pour les travaux agricoles).
En 1924 a lieu la 1ère fusion, avec la Société Nationale des Matières Colorantes. Elle est suivie bien plus tard, en 1966, du regroupement des activités avec le producteur d'acier Ugine puis, en 71, l'arrivée de Pechiney. L'ensemble forme le 1er groupe privé français. 1300 ouvriers sont alors mobilisés à cette période. Mais, les difficultés ne cessant de croître, cela aboutit à la nationalisation, en 1982, avant l'arrêt définitif de toute activité sur les différents sites, au milieu des années 2000.

## Équipements et produits
Les installations sont modernisées après la 1ère Guerre mondiale, avec une accélération du processus au cours des années 1930, par ajout d'une centrale à vapeur et plusieurs chaudières, ainsi qu'une centrale électrique. Afin de distribuer l'énergie produite dans les différentes parties de l'usine, un réseau de conduites aériennes est mis en place, permettant d'enjamber canal, voies routières longeant et desservant le complexe. Ce choix est aussi dicté par commodité, pour des raisons de maintenance. Ces canalisations contribueront à donner au site, avec les deux immenses cheminées de 80 m, sa physionomie particulière, qui perdurera jusqu'à la fin.
Au milieu des années 1950 la voie d'eau joue un grand rôle, tant pour les arrivages que les expéditions. Le charbon (consommation de plusieurs centaines de tonnes par jour) ainsi que le soufre, sont affrétés par péniches entières. La Deûle sert aussi à évacuer les déchets.
La production peut être répartie de façon suivante :
- démarrage avec l'acide sulfurique ; c'est en effet, au XIXe siècle, un composant indispensable à l'industrie textile, très implantée dans cette partie du pays. Il sert à blanchir la fibre.
- diversification par acide nitrique, soude, ammoniac puis engrais (nitrates et superphosphates) après la 1ère Guerre Mondiale, jusqu'au début des années 1960. De 1961 à la fermeture, émergence du toluène (TDI). Ce composé est produit par la société Dekachimie, coentreprise Kuhlmann avec l'américain DuPont.
Ces changements de production, sont rapidement accompagnés d'une évolution de dénominations : Kuhlmann laisse peu à peu place à Rhône-Poulenc, puis Rhodia, dernier propriétaire des lieux.

## Une reconversion ardue, lente mais nécessaire
Après fermeture du site, dont l'emprise totale atteignait 40 ha à son apogée, une réflexion est engagée par les pouvoirs publics quant au devenir de la zone. Le souci vient de la décontamination des sols, fortement pollués par un siècle et demi d'émanations et dépôts divers : agrégation de métaux lourds sur de vastes étendues, parfois sur plusieurs mètres d'épaisseur. Les émanations gazeuses ont par ailleurs, outre la gêne ressentie par la population locale, contribué à dégrader le parc immobilier alentour.
La partie subsistante de la friche, sur les communes de Marquette et Saint-André, est concernée depuis le milieu des années 2010 par une vaste opération d'urbanisme mêlant habitat et espaces verts : c'est le projet de ZAC Jeanne de Flandre,.